# Les Pastagums
Les Pastagums est une série télévisée d'animation française en 26 épisodes de treize minutes diffusée à partir du 14 février 1994 sur France 3 dans l'émission Les Minikeums puis rediffusée du 30 janvier 1999 au 24 mars 2000 sur France 5 (Ça tourne Bromby).

## Synopsis
Dans une école primaire sept jeunes élèves vivent des aventures rocambolesques en compagnie de leur institutrice Mademoiselle Mercure, du directeur d'école et du concierge Monsieur Cyclope.
La bande est composée de Poucette (la petite fille en chaise roulante), Gabilu (la rêveuse), Samira (l'hypersensible), l'Empereur (l'asiatique philosophe), Labille (le petit sportif), Jim (le grand matheux) et Roméo.

## Fiche technique
- Origine : France
- Année : 1993
- Production : Alya Productions, Canal J, France3, Pixibox, Europe Images International, Story, UFA, Première
- Animations : Pacific Rim Animation Prod.
- Épisodes : 26
- Auteur : Pef, Alain Serres
- Réalisation : Bernard Deyriès
- Producteurs exécutifs : Philippe Allaire, Jacques Peyrache, Guy Delcourt
- Scénario : Paul Nougha, Yves Lecordier
- Story-board : Bernard Deyriès, Pascal Pinon, Rémy Brenot, Richard Danto.
- Chara-design : Georges Domenech
- Conception graphique : Pef
- Direction artistique : Sophie Glaas
- Décors : Stéphane Andreae, Brigitte Laude, Richard Despres
- Layout : Gilles Hurtebize
- Chef des layouts : Catherine Delbourg
- Musique : Bill Baxter

## Épisodes
1. Tous à la piscine
2. Le trésor sous l'école
3. Les animaux à l'école
4. La classe cailloux
5. Le banc du chat
6. École de nuit
7. Le safari poubelle
8. Le camion santé
9. Le remplaçant
10. Le petit gitan
11. C'est la mode
12. C'est la rentrée
13. Le cadeau de la maîtresse
14. Le voleur de dents
15. Écrivain dans la ville
16. La tornade du siècle
17. Mercurette bientôt maman
18. Film
19. Des chaussures pour la vie
20. Les correspondants débarquent
21. Nos amis les pompiers
22. Gardons Mercurette
23. La kermesse des Pastagums
24. Danger Crokatchoum
25. Les Pastagums et l'oiseau mort
26. L'éclipse de lunettes